# Дусіна
Дусіна (пол. Dusina, нім. Dusin) — село в Польщі, у гміні Ґостинь Гостинського повіту Великопольського воєводства.
Населення — 284 особи (2011).
У 1975-1998 роках село належало до Лешненського воєводства.

## Демографія
Демографічна структура станом на 31 березня 2011 року:
|          | Загалом | Допрацездатний вік | Працездатний вік | Постпрацездатний вік |
| -------- | ------- | ------------------ | ---------------- | -------------------- |
| Чоловіки | 147     | 23                 | 110              | 14                   |
| Жінки    | 137     | 21                 | 88               | 28                   |
| Разом    | 284     | 44                 | 198              | 42                   |